# روث إي. ماكي
روث إي. ماكي (بالإنجليزية: Ruth E. McKee)‏ هي دبلوماسية أمريكية، (ولدت في مقاطعة فينتورا في الولايات المتحدة 1903  م).